# トリック劇場版2
『トリック劇場版2』（トリックげきじょうばんツー）は、2006年の日本映画。テレビドラマシリーズ「トリック」の劇場版第2作。2006年6月10日よりTOHOシネマズ日劇2系他で全国拡大公開された。公式サイトやパンフレット等のロゴは「TRICK -劇場版2-」となっている。

## 概要
仲間由紀恵・阿部寛など従来のシリーズキャストに加え、箱を組み立てることによって天界と地上を自由に行き来できる入り口を作り出すという、敵役となる霊能力者・筐神佐和子役に片平なぎさを迎えた。
劇場版シリーズ中、最も死者数の少ない作品（一人だけ、しかも他殺ではなく自殺）であり、ストーリー前半を小さな離島、後半を山間部の農村と、事件の舞台を二等分した構成になっており、「ラスト近くになって奈緒子の母親里見が事件の現場にのこのこ現れる」というお決まりのパターンも無く、劇場版としてはかなり異彩を放つ作品である。
最終興行収入は21億円。

## ストーリー
売れないマジシャンの山田奈緒子（仲間由紀恵）は、マジシャンのアシスタントのバイトを解雇され、生活費に困っていた。そこへ物理学者の上田次郎（阿部寛）が現れる。
上田は酸素濃度の高い富毛村（ふもうむら）出身の青沼和彦（平岡祐太）という青年から、10年前に失踪した幼なじみの西田美沙子（堀北真希）という女性を助けて欲しいと依頼を受けていた。美沙子は死んだと思われていたが、最近になって助けてくれという手紙を青沼に送っていたのだ。
美沙子は霊能力者と言われる筺神佐和子（片平なぎさ）率いる「箱のゆーとぴあ」と呼ばれる宗教団体が支配する筺神島（はこがみじま）に連れ去られており、このままでは殺されてしまうという。
上田と山田は美沙子を救うため、筺神島へ出発。なんとかたどり着くが、すぐに佐和子の部下に見つかってしまう。そこで入信者を装い「箱のゆーとぴあ」に潜入、美沙子を探す事にする。
その夜、施設を探索中に美沙子を発見。三人は筺神島を脱出しようとするが…。

## キャスト
筐神 佐和子
演 - 片平なぎさ
箱を組み立て、物や自らを天界と地上を自由に行き来出来るという霊能力者で、教団「命運共同体 箱のゆーとぴあ」の中心人物。通称佐和子様。3年前に幹部らと島を訪れ、住人に追い出されそうになったところ、手も触れずに巨大な岩を崖の上まで移動させるという霊能力を住人に見せつけたため、筺神島を支配している。
西田 美沙子
演 - 堀北真希 （少女期：越井真優）
10年前に富毛村から行方不明になった少女。村の沼に落ちて亡くなったとされていたが、和彦に宛てた手紙の内容から筺神佐和子に筺神島に連れ去られた事が判明した。上田を「素敵な殿方」と呼んで慕う（その際、目からは星が流れ出ている。一度「お父さん」や「ちょいワル親父」と呼んだことも）。
青沼 和彦
演 - 平岡祐太 （少年期：塩野魁土）
富毛村の小さな建設事務所に勤めている青年。10年前に行方不明になった美沙子を筺神島から連れ戻すよう、上田に依頼してくる。
赤松 丑寅
演 - 綿引勝彦
富毛村村長。
話し方が回りくどく、会話の端々に「〜やら」という単語が登場する。
佐伯 周平
演 - 上田耕一
教団「箱のゆーとぴあ」幹部信者。ピアノが弾けそうだが弾けない。
佐和子の側近でもあり、「佐和子様」と呼んで崇めている。
伊佐野 銀造
演 - 北村有起哉
「箱のゆーとぴあ」信者。元々は筺神島の住人で、佐和子の霊能力を信じていなかった。
島を訪れた奈緒子らの世話係。
山崎箱一
演 - 城後光義（ゆーとぴあ ホープ）
「箱のゆーとぴあ」幹部信者。
山崎箱二
演 - ほあししんいち（ゆーとぴあ ピース）
「箱のゆーとぴあ」幹部信者で、箱一の弟。
ゆーとぴあを思い出した島人
演 - 中村靖日

矢部と同じにおいのする村のNo.2
演 - 諏訪太朗

バナナ信者又は腕の伸びる幹部信者
演 - 清水宏

指輪を騙し取られた信者 / 川上健作
演 - 尾崎右宗

ズワイガニがうれしい信者の吉田 / 吉田 美津子
演 - 重泉充香
「箱のゆーとぴあ」信者。夫を交通事故で亡くした過去をもつ。
上田と格闘した信者（小さい方）
演 - 友松タケホ

上田と格闘した信者（大きい方）
演 - 榎譲治

二世代ローンが気になる村人
演 - 有吉弘行
途中でいなくなった村人
演 - 山崎樹範
くめくん
演 - 谷川功

原因不明の病で倒れた現場監督
演 - 温水洋一
大仁田厚
演 - 本人
里見の所に来る政治家。
闘う中年代議士秘書
演 - 中牧昭二
大仁田厚の秘書。
マジシャン
演 - マギー司郎
奈緒子をアシスタントとして雇うが、クビにする。
ナレーション
声 - 森山周一郎
ヒヨコの声
声 - 犬山イヌコ
選挙ポスター出演
演 - 赤星昇一郎、島田洋七、島田洋八、志茂田景樹、轟二郎、ばってん荒川、ミスター梅介、Mr.オクレ

## 設定
筺神島
千葉県銚子沖に広がるアトウ海の上にある小さな島。3年前に佐和子らが訪れて以降、「箱のゆーとぴあ」によって支配されている。教団によって支配された後に、島の再開発としてリゾート開発の計画が立てられ工事が行われたが、作業員らが次々と亡くなった為失敗に終わった。島の周囲には「SEKO MU」と書かれた札の付いたロープが張り巡らされている。
命運共同体 箱のゆーとぴあ
筺神佐和子率いる教団。3年前に島を訪れて以降、筺神島を支配している。教団内では、男性は「箱入り息子」、女性は「箱入り娘」と呼ばれる。団員の服装は学ランで、「よろしくね」とポーズを取る。
富毛村
長野県にある村で、「酸素濃度24%の村」をキャッチフレーズとしている。「富毛村」というのは当て字で、作物もろくに実らない“不毛の土地”である為、本来の表記は「不毛村」である。しかし決して貧しい村ではないらしく、古くから受け継がれる財宝（村長曰く「ダイヤやら水晶やら、金塊やらニッケルやら」）が存在する。火の見やぐらが村のシンボル。
富毛沼
崖の下に広がる大きな沼。絶えず硫黄などの毒ガスが発生しており、落ちれば助からないとされている。作物が実らないのもこの沼のせいなのではと言われている。沼の中には「象蝮（ぞうまむし）様」が住み、沼を守っているという言い伝えがある。選挙活動で村を訪れた里見は「毒も薄めれば薬になる」との事から温泉を建設する計画を立て、崖の上に沼の水を汲み上げる為の滑車を設置した。
富毛の湯
村へ行く道とは反対の方向にある温泉。里見が選挙活動で村を訪れた際に建てられた。お湯の成分は富毛沼の水を薄めたもの。浸かった所だけ毛が抜けて肌が黒くなる。

## スタッフ
- 監督 - 堤幸彦
- 製作 - 早河洋、島谷能成
- エグゼクティブプロデューサー - 亀山慶二
- 脚本 - 蒔田光治
- 撮影 - 斑目重友、坂本将俊
- 編集 - 伊藤伸行
- 美術 - 稲垣尚夫
- 照明 - 川里一幸
- 録音 - 中村徳幸
- 音楽 - 辻陽
- 主題歌 - Joelle「ラッキー・マリア」（ユニバーサルJ）
- 映像制作 - 東宝映像美術
- 制作協力 - オフィスクレッシェンド
- 配給 - 東宝
- 製作 - 「トリック劇場版2」製作委員会（テレビ朝日、東宝、プロダクション尾木、朝日放送）

## 備考

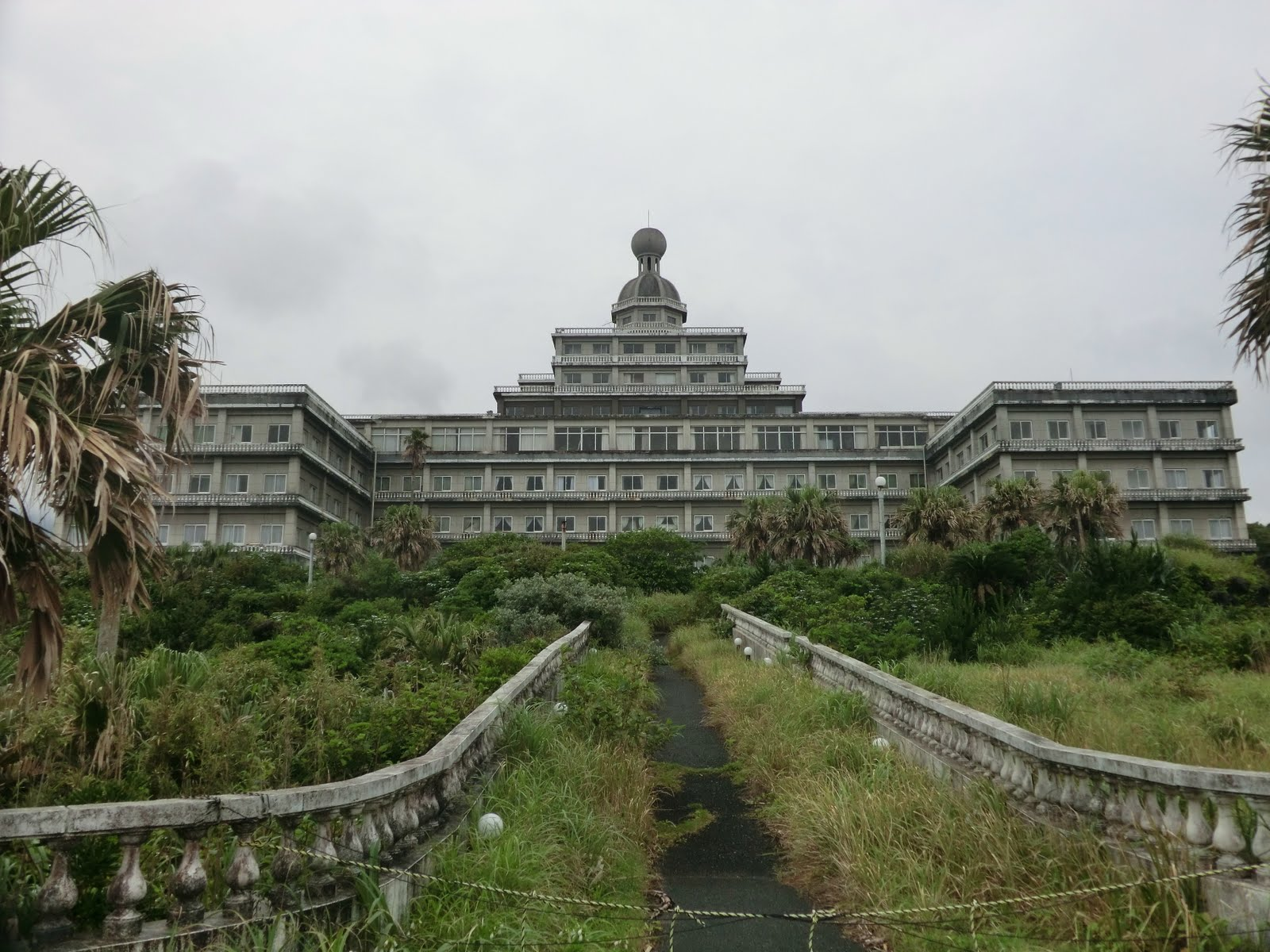
ロケ地となった八丈島（旧・八丈オリエンタルリゾート）

- 2007年11月18日21:00-23:14（JST）に『日曜洋画劇場・特別企画秋のトリック祭』として地上波放送された。視聴率は19.6％。
- 劇中では以前の作品同様多くのパロディシーンが見られ、劇中で繰り返される「よろしくーねっ!」のギャグはゆーとぴあの持ちネタ。堤監督が「箱のユートピア」からゆーとぴあを連想したため幹部役に起用された。劇中には同じくゆーとぴあの持ちネタである「ゴムパッチン」ネタも披露される。
- 筺神島及び富毛村のロケーションは全編八丈島で行われた。劇中で矢部と秋葉が、奈緒子たちのいる場所から遠く離れた温泉に入浴するという設定のシーンがあるが、これも八丈島にある裏見が滝温泉で撮影されている。また、エンドロールの山田奈緒子が上田次郎を追いかける映像は江戸川区篠崎公園向い側の河川敷付近（新作スペシャルの河川敷の対岸）で撮影されたものである。
- 片平なぎさが演じる筐神佐和子が、かつて片平が『スチュワーデス物語』で新藤真理子役でもやっていた「口で手袋を外す」という演技を見せている。
- 本作で、阿部寛演じる上田次郎が戦闘中、漫画『ONE PIECE』に登場するモンキー・D・ルフィのように腕や足が伸びる演出を見せた[4]。後に阿部は2015年4月に放送された『世にも奇妙な物語 25周年スペシャル・春 〜人気マンガ家競演編〜』でも悪魔の実（ゴムゴムの実）の能力者となった人物を演じている。